# Robert Redmond
Robert Spencer Redmond (ur. 10 września 1919, zm. 12 marca 2006) – brytyjski polityk Partii Konserwatywnej, deputowany Izby Gmin.

## Działalność polityczna
W okresie od 18 czerwca 1970 do 10 października 1974 reprezentował okręg wyborczy Bolton West w brytyjskiej Izbie Gmin.